# Stazione meteorologica di Varazze
La stazione meteorologica di Varazze è la stazione meteorologica di riferimento relativa alla località di Varazze.

## Coordinate geografiche
La stazione meteorologica si trova nell'Italia nord-occidentale, in Liguria, in provincia di Savona, nel comune di Varazze, a 22 metri s.l.m. e alle coordinate geografiche 44°22′N 8°34′E.

## Dati climatologici
In base alla media trentennale di riferimento 1961-1990, la temperatura media del mese più freddo, gennaio, si attesta a +7,5 °C; quella del mese più caldo, luglio, è di +22,9 °C .
| Varazze               | Mesi | Mesi | Mesi | Mesi | Mesi | Mesi | Mesi | Mesi | Mesi | Mesi | Mesi | Mesi | Stagioni | Stagioni | Stagioni | Stagioni | Anno |
| Varazze               | Gen  | Feb  | Mar  | Apr  | Mag  | Giu  | Lug  | Ago  | Set  | Ott  | Nov  | Dic  | Inv      | Pri      | Est      | Aut      | Anno |
| --------------------- | ---- | ---- | ---- | ---- | ---- | ---- | ---- | ---- | ---- | ---- | ---- | ---- | -------- | -------- | -------- | -------- | ---- |
| T. max. media (°C)    | 11,0 | 11,5 | 13,9 | 17,3 | 20,9 | 24,4 | 27,2 | 27,0 | 24,5 | 20,3 | 15,2 | 12,6 | 11,7     | 17,4     | 26,2     | 20,0     | 18,8 |
| T. media (°C)         | 7,5  | 8,0  | 10,4 | 13,5 | 16,9 | 20,4 | 22,9 | 22,8 | 20,3 | 16,2 | 11,7 | 9,1  | 8,2      | 13,6     | 22,0     | 16,1     | 15,0 |
| T. min. media (°C)    | 4,0  | 4,6  | 6,8  | 9,7  | 12,9 | 16,3 | 18,6 | 18,5 | 16,1 | 12,2 | 8,2  | 5,6  | 4,7      | 9,8      | 17,8     | 12,2     | 11,1 |
| T. max. assoluta (°C) | 16,5 | 16,8 | 19,4 | 24,0 | 27,9 | 31,0 | 32,5 | 31,5 | 29,5 | 25,8 | 20,0 | 17,4 | 17,4     | 27,9     | 32,5     | 29,5     | 32,5 |
| T. min. assoluta (°C) | −2,6 | −1,9 | 0,5  | 5,0  | 8,0  | 11,5 | 14,8 | 14,1 | 11,2 | 7,0  | 2,9  | 0,0  | −2,6     | 0,5      | 11,5     | 2,9      | −2,6 |